# Elecciones generales de San Martín de 1955
Elecciones generales tuvieron lugar en Sint Maarten el 13 de junio de 1955. El resultado fue una victoria para el Partido Democrático, el cual obtuvo cuatro de los cinco escaños el Consejo de la Isla.

## Resultados
| Partido                             | Votos | %     | Escaños |
| ----------------------------------- | ----- | ----- | ------- |
| Partido Democrático                 | 365   | 66,97 | 4       |
| Nationale Volkspartij               | 180   | 33,03 | 1       |
| Votos en blanco/nulos               | 16    | –     | –       |
| Total                               | 561   | 100   | 5       |
| Electores registrados/participación | 614   | 91,37 | –       |
| Fuente: Lynch & Lynch               |       |       |         |